# Јан Кубиш
Јан Кубиш (слч. Ján Kubiš; Братислава, 12. новембар 1952) је словачки политичар и дипломата. Од јануара 2012. године је Специјални представник генералног секретара УН за Авганистан и шеф Mисије УН за помоћ Авганистану (УНАМА). У новембру 2021, Јан Кубиш је најавио оставку на место специјалног изасланика УН-а у Либији.

## Биографија
Рођен је у Братислави 1952. године. Одмах по завршетку студија на Московском државном институту међународних односа, 1976. године, започео је дипломатску каријеру. Радио је у Министарству спољних послова бивше Чехословачке од 1976. до 1992. године, а потом од 1993. године у Министарству спољних послова Словачке Републике. Аутор је бројних чланака, углавном са питањима везаним за ОЕБС. Поред матерњег словачког језика говори и чешки, енглески, руски и француски језик. Ожењен је и има једну кћерку.

## Политичка каријера
Један је од најискуснијих словачких дипломата. Дипломатску каријеру је започео у Савезном министарству иностраних послова бивше Чехословачке у Прагу 1976. године, у одељењу за међународну економску сарадњу. У чехословачкој амбасади у Адис Абеби, у Етиопији од 1980. до 1985. године радио је као аташе, а касније као трећи секретар. Од 1985. до 1988. био је у Савезном министарству спољних послова у Прагу, шеф безбедности и контроле наоружања одељења за суштинска питања политике. Био је први секретар од 1989. до 1991. године у амбасади Чехословачке у Москви, а од 1990. био је и заменик шефа мисије и шеф Политичког одељења амбасаде Чехословачке у Москви. Од 1991. до 1992. године, био је генерални директор евроатлантске алијансе у Министарству иностраних послова у Прагу. 1992. био је и председавајући канцеларије Комитета високих представника Конференције о безбедности и сарадњи у Европи (КЕБС), под чехословачким председавањем.
Од 1993. до 1994. године радио је у својству амбасадора и сталног представника Словачке Републике у Канцеларији УН у Женеви, ГАТТ-у и другим међународним организацијама. Истовремено 1994. је био главни преговарач Словачке за придружењу Пакту за стабилност у Европи. Од 1994. до 1998. био је директор Центра за превенцију конфликата ОЕБС-а. Генерални секретар УН-а Кофи Анан га је именовао 20. маја 1998. као специјалног представника за Таџикистан и шефа мисије војних посматрача Уједињених нација у Таџикистану (УНМОТ). Јан Кубиш је 15. јуна 1999. године постављен на место генералног секретара Организације за безбедност и сарадњу у Европи (ОЕБС). Био је на челу ОЕБС-а до 10. јуна 2005. године.
На предлог Високог представника ЕУ за спољне послове и безбедносну политику, од 18. јула 2005. године, званично је именован за специјалног представника ЕУ за централну Азију (Казахстан, Узбекистан, Киргистан, Таџикистан и Туркменистан).
Од јула 2006. до јануара 2009. године био је министар спољних послова Словачке Републике у влади Роберта Фице. Од јануара 2009. године био је извршни секретар Економске комисије Уједињених нација за Европу.
У новембру 2021, Јан Кубиш је најавио оставку на место специјалног изасланика УН-а у Либији.

## Одликовања
- 2006: Орден части за заслуге Републике Аустрије.[4]
- 2007: Таџикистански Орден Дусти.[5]
- 2012: Казахстански Орден Достик II степена.[6]
- 2012: Орден Легије части.